# Hamza Semmoumy
Hamza Semmoumy (sinh ngày 23 tháng 6 năm 1987) là một cầu thủ bóng đá người Maroc thi đấu cho FUS. Anh thường thi đấu ở vị trí hậu vệ.